# Steve Kean
Stephen „Steve” Kean (ur. 30 września 1967) – szkocki trener piłkarski i piłkarz.
Podczas kariery piłkarskiej był bocznym pomocnikiem i grał w Szkocji, Anglii i Portugalii w latach 80 i 90.
Po zakończeniu kariery pracował jako trener w Reading, Fulham, Realu Sociedad i Coventry City.
4 sierpnia 2009 został trenerem pierwszego zespołu Blackburn Rovers.
13 grudnia 2010 roku Sam Allardyce, menedżer Blackburn Rovers został zwolniony. Kean został tymczasowym trenerem klubu. 22 grudnia podpisał kontrakt do końca sezonu, by udowodnić swoje umiejętności. 4 stycznia 2011 roku właściciel Blackburn Rovers, Anuradha Desai powiedziała, że Kean otrzyma propozycje trzyletniego kontraktu. 20 stycznia Kean podpisał kontrakt do czerwca 2013.
W sezonie 2011/12 spadł z ligi z Blackburn Rovers.